# Byron (Califórnia)
 Byron é uma Região censo-designada localizada no Estado americano da Califórnia, no Condado de Contra Costa.

## Geografia
A área total da cidade é de 6,6 km² (2,5 mi²), sendo tudo coberto por terra.

### Localidades na vizinhança
O diagrama seguinte representa as localidades num raio de 24 km ao redor de Byron. 

## Demografia
De acordo com o censo de 2000, a densidade populacional é de 139,2/km² (360,1/mi²) entre os 916 habitantes, distribuídos da seguinte forma:
- 75,00% caucasianos
- 4,37% afro-americanos
- 1,09% nativo americanos
- 2,18% asiáticos
- 0,44% nativos de ilhas do Pacífico
- 14,74% outros
- 2,18% mestiços
- 25,87% latinos

Existem 203 famílias na cidade, e a quantidade média de pessoas por residência é de 2,85 pessoas.

## Marco histórico
Byron possui apenas uma entrada no Registro Nacional de Lugares Históricos, a John Marsh House.